# Ierse plaatsnamen
Plaatsnamen in Ierland kunnen afkomstig zijn uit drie mogelijke talen: de meeste plaatsnamen zijn afkomstig uit het Iers, maar bestaan nu in een verengelste versie. Verengelsing gebeurde door het fonetisch neerschrijven van het Iers, door het vertalen van Ierse begrippen of door een combinatie van beide. Daarbij zijn er logischerwijs heel wat fouten gemaakt. Verder zijn er ook nog plaatsnamen in het Engels en het Oudnoors. Deze laatste dateren uit de middeleeuwen, toen de Vikingen Ierland veroverden.

## Historiek
De Ierse hoofdstad, Dublin, heet in het Iers Baile Átha Cliath, dat stad aan de doorwaadbare plaats (van de rivier Liffey) van de horden/obstakels (de rivierovergang was gemaakt van horden) betekent. De Engelse naam Dublin is echter een verengelsing van het Ierse dubh linn, dat zwarte poel betekent.
Na de oprichting van de Ierse Vrijstaat in 1922 werden een aantal Engelstalige plaatsnamen die te sterk verwezen naar het Verenigd Koninkrijk vervangen door Ierse benamingen: Kingstown in het Graafschap Dublin werd Dún Laoghaire (uitspraak: Dunlierie door Engelstaligen; Doenliere of Doenlere door Ierstaligen), Queenstown in het Graafschap Cork werd Cóbh (uitspraak: Coow). King’s County en Queen’s County werden respectievelijk County Laois en County Offaly (de laatste twee namen verwijzen naar de belangrijkste plaatsen uit het graafschap).
In de Ierse republiek hebben zowel de Ierse als de Engelse plaatsnamen officiële status; beide worden aangegeven op wegwijzers. In de Gaeltacht treft men borden aan die enkel de Ierstalige naam aanwijzen. In Noord-Ierland is dit vooralsnog niet het geval; alleen in het (overwegend Katholieke) Graafschap Fermanagh komen er Ierstalige wegwijzers voor.

## Etymologie
Veel Ierse plaatsnamen verwijzen naar een bepaald landschapselement: een kerk, een heuvel, een fort, … Vaak wordt daaraan een bijvoeglijk naamwoord (zwart, klein, ...), een naam (vaak de eigenaar, de stichter, een heilige, een koning, …) of een zelfstandig naamwoord (dat het begrip specificeert: eikenwoud, kruisenveld, ...) toegevoegd.
Onderstaande lijst bevat veelgebruikte begrippen in de samenstelling van plaatsnamen, voorafgegaan door de verengelste versie. Hou er wel rekening mee dat een bepaald Iers woord op meerdere wijzen verengelst werd, terwijl soms twee verschillende Ierse woorden tot hetzelfde verengelste woord herleid werden. Daarnaast werden sommige plaatsnamen verkeerd verstaan, wat tot verwarring kan leiden. Over het algemeen kunnen we toch zeggen dat de verengelsing overeenkomt met de uitspraak van het woord in het Iers.
- annagh - eanagh - moeras
- ath - átha - voorde
- ard - ard - hoogte
- bally - baile - stad
- bel - béal - monding
- cappa - ceapach - bewerkt land
- carry/carrick - carraig - rots
- cloony - cluain - weide
- cor - corr - ronde heuvel
- cross - crois - kruis
- curragh - currach - moeras

- derry - doire - eik
- drum - druim - heuvel
- dun - dún - fort
- glen - gleann - dal, vlakte
- gort - gort - bewerkt land
- inish - inis - eiland
- kil - cill - kerk [oorspronkelijk (klooster)cel, die dan uitgroeide tot kerk]
- knock - cnoc - heuvel
- lis - lios - rond fort van aarde

- lough/loch - loch - meer
- moan - móin - veenmoeras
- mulla - mullagh - top
- port - port - haven
- rath - ráth - fort
- ros - ros - kaap, schiereiland (Iers uit het Noorden), woud (Zuiden)
- slieve - sliabh - berg
- to(o)m - tuaim - grafheuvel
- tully - tulaigh - heuvel

Sommige landschapselementen werden meestal vertaald. Voorbeelden zijn fearann (land), mainistir (abbey - abdij), muileann (mill - molen) en oileán (island - eiland)

### Andere veelvoorkomende begrippen
- bane - bán - wit
- beg - beag - klein
- doe/duff - dubh - zwart

- fin(n) - fion - wit
- glas - glas - groen
- leigh/lea - liath - grijs

- more - mór - groot
- noe - nua - nieuw
- roe - rua - rood

### Voorbeelden
- Killybegs -  Cealla Beaga -  kleine kerken
- Gortnagross -  Gort na Gcros -  veld van de kruisen
- Monroe -  Móin Ruadh -  rood veenmoeras
- Lisduff of Lisdoe -  Lios Dubh -  zwart fort

- Newtown -  An Baile Nua -  de nieuwe stad
- Knockglass -  Cnoc Glas -  groene heuvel
- Tomfinlough -  Tuaim Fionnlocha -  grafheuvel aan het heldere meer

## De Ierse provincies
Ierland bestaat uit vier provincies of cúigí (enkelvoud: cúige):
- Connacht  - Connacht(a) / Cúige Chonnacht - Land van Conn
- Leinster  - Laighin / Cúige Laighean - Land van de brede speren
- Munster  - An Mhumhain / Cúige Mumhan - Land van de mannen van Mumha
- Ulster  - Ulaidh / Cúige Uladh - Land van de mannen van Ulaid

Het woord cúige betekende oorspronkelijk een vijfde deel, aangezien rond het begin van onze jaartelling Ierland verdeeld was in vijf provincies (de zogenaamde Pentarchie): Connacht, Leinster, Meath, Munster en Ulster. In Meath zetelde de hoge koning van Ierland. Tegenwoordig maakt Meath deel uit van Leinster.

## De Ierse graafschappen
Ierland telt tweeëndertig graafschappen of contaetha (enkelvoud: contae). Zes ervan vormen Noord-Ierland en zijn later anders ingedeeld, maar die nieuwe indeling wordt door de Republiek niet erkend. De overige zesentwintig vormen de Ierse Republiek. De namen van de graafschapen worden veelal geschreven in de genitief, voorafgegaan door co(ntae).
- Antrim  -  Aontroim / Co. Aontroma - eenzame boerderij (Noord-Ierland)
- Armagh - Ard Mhacha / Co. Ard Mhacha - hoogte van Macha (Noord-Ierland)
- Cavan - An Cabhán / Co. an Chabháin - de holte
- Carlow - Ceatharlach / Co. Cheatharlaigh - vier meren
- Clare - An Clár / Co. an Chláir - vlak land
- Cork - Corcaigh / Co. Chorcaí - moeras
- Derry - Doire / Co. Dhoire - eikenwoud (Noord-Ierland)
- Donegal - Dún na nGall / Co. Dhún na nGall - fort van de vreemdelingen
- Down - An Dún / Co. an Dúin - het fort (Noord-Ierland)
- Dublin - Áth Cliath / Co. Átha Cliath - doorwaadbare plaats van de horden
- Fermanagh - Fear Manach / Co. Fhear Manach - mannen van Monach (Noord-Ierland)
- Galway - Gaillimh / Co. na Gaillimhe - genoemd naar Gailleamh
- Kerry - Ciarraí / Co. Chiarraí - genoemd naar Ciar
- Kildare -  Cill Dara / Co. Chill Dara - kerk bij de eik of tweede kerk
- Kilkenny -  Cill Chainnigh / Co. Chill Chainnigh - kerk van Sint-Canice
- Laois -  Laois / Co. Laoise -
- Leitrim -  Liatroim / Co. Liatroma -  grijze bergkam
- Limerick -  Luimneach / Co. Luimnigh -  naakt land
- Longford -  Longfort / Co. Longfoirt -  vesting
- Louth -  Lú / Co. Lú -  kleinste
- Mayo -  Maigh Eo / Co. Mhaigh Eo -  vlakte van de taxusbomen
- Meath -  An Mhí / Co. na Mí -  middelste
- Monaghan -  Muineachán / Co. Mhuineacháin -  plaats van de heesters
- Offaly -  Uibh Fhailí / Co. Uibh Fhailí -  afstammelingen van Ros van de Ringen
- Roscommon -  Ros Comáin / Co. Ros Comáin -  woud van Corman
- Sligo -  Sligeach / Co. Shligigh -  schelpenrivier
- Tipperary -  Tiobraid Árainn / Co. Thiobraid Árainn -  huis bij de bron van Ara
- Tyrone -  Tír Eoghain / Co. Thír Eoghain -  land van Eoghan
- Waterford -  Port Láirge / Co. Phort Láirge (Waterford komt van het Oudnoors Vadre Fjord)
- Westmeath -  An Iarmhí / Co. na hIarmhí -  samentrekking van thiar (west) en Mí
- Wexford -  Loch Garman / Co. Loch Garman  -  Wexford komt van het Oudnoors Weiss Fjord
- Wicklow -  Cill Mhaintáin / Co. Chill Mhantáin -  kerk van Mantan

### De Ierse naam van enkele Ierse steden/dorpen
- Bangor - Beannchar
- Belfast - Béal Feirste
- Cork - Corcaigh
- Dingle - Daingean
- Dublin - Baile Átha Cliath - Stad van de doorwaadbare plaats van de horden
- Dundalk - Dún Dealgan
- Kildare - Cill Dara
- Killarney - Cill Áirne
- Lisdoonvarna - Lios Dúin Bhearna
- Maynooth - Maigh Nuad
- Portadown - Port an Dúnáin
- Rosslare - Ros Láir
- Swords - Sórd

### Enkele voorbeelden van straatnamen in het Iers
- Shankill Road - Bóthar na Seanchille
- Falls Road - Bóthar na bhFál
- O’Connell Street - Sráid Úí Chonaill
- Grand Parade - Sráid an Capaill Buí - Straat van het gele paard
- Patrick Street - Sráid Pádraig

### De namen van enkele (delen van) landen in het Iers
- Afrika - An Afraic
- Amerika - Meiriceá
- Amsterdam - Amstardam
- Australië - An Astráil
- Azië - An Áise
- België - An Bheilg
- Bretagne - An Bhriotáin
- Brussel - An Bhruiséil
- Canada - Ceanada
- Kanaaleilanden - Oileáin Mhuir nIocht
- Chili - An tSile
- China - An tSín
- Cornwall - Corn na Breataine
- Engeland - Sasana (oude spelling Sacsana, waaruit de herkomst van Saksen blijkt)
- Europa - An Eoraip
- Frankrijk - An Fhrainc
- Groot-Brittannië - An Bhriotáin Mhór (zie ook Bretagne)
- Den Haag - An Háig
- Nederland - An Ísiltír, An Ollainn
- Newfoundland - Talamh an Éisc  - Visland, de enige plaats buiten Europa met een eigen naam in het Iers
- Nieuw-Zeeland - An Nua-Shéalainn
- Noord-Ierland - Tuaisceart Éireann
- Ierse Republiek - Poblacht na hÉireann
- Schotland - Alba
- Zuid-Afrika - An Afraic Theas
- Verenigd Koninkrijk van Groot-Brittannië en Noord-Ierland - Ríocht Aontaithe na Breataine Móire agus Thuaisceart Éireann
- Verenigde Staten van Amerika - Stáit Aontaithe Mheiriceá (SAM)
- Wales - An Bhreatain Bheag -  Klein-Brittannië